# Medio Cudeyo
Medio Cudeyo és un municipi de la comarca de Trasmiera, en la Comunitat Autònoma de Cantàbria. Dista uns 15 quilòmetres de Santander. Limita al nord amb Marina de Cudeyo, a l'est amb Entrambasaguas, al sud amb Liérganes i Riotuerto i a l'oest amb Villaescusa.

## Localitats
- Valdecilla (Capital).
- Anaz.
- Ceceñas (Antiga capital del municipi).
- Heras.
- Santiago de Cudeyo (abans Santiago de Heras).
- Hermosa.
- San Salvador.
- San Vitores.
- Sobremazas.
- Solares.

## Demografia
| 1900  | 1910  | 1920  | 1930  | 1940  | 1950  | 1960  | 1970  | 1980  | 1990  | 2000  | 2007  |
| ----- | ----- | ----- | ----- | ----- | ----- | ----- | ----- | ----- | ----- | ----- | ----- |
| 3.351 | 4.935 | 4.876 | 4.696 | 4.451 | 4.402 | 4.579 | 4.598 | 5.379 | 5.656 | 6.087 | 7.339 |

Font: INE

## Administració
| Eleccions municipals, 23 de maig de 2003 |      |        |          |
| Partit                                   | Vots | %      | Regidors |
| PP                                       | 1558 | 36,26% | 5        |
| PRC                                      | 1406 | 32,72% | 5        |
| PSOE                                     | 1062 | 24,71% | 3        |

| Eleccions municipals, 27 de maig de 2007 |      |        |          |
| Partit                                   | Vots | %      | Regidors |
| PP                                       | 2076 | 45,88% | 6        |
| PRC                                      | 1436 | 31,73% | 4        |
| PSOE                                     | 920  | 20,33% | 3        |